# Wismar Challenger
Il Wismar Challenger è stato un torneo professionistico di tennis giocato su campi in sintetico indoor. Faceva parte dell'ATP Challenger Series. Si è giocata una sola edizione, a Wismar in Germania.

## Albo d'oro

### Singolare
| Anno | Campione        | Finalista     | Punteggio |
| ---- | --------------- | ------------- | --------- |
| 1997 | Christian Vinck | Ivo Heuberger | 6–3, 7–6  |

### Doppio
| Anno | Campioni                          | Finalisti                     | Punteggio |
| ---- | --------------------------------- | ----------------------------- | --------- |
| 1997 | Lars Burgsmüller Michael Kohlmann | Bernardo Martínez Óscar Ortiz | 6–4, 7–6  |